# ジョン・ピーター・オルトゲルド
ジョン・ピーター・オルトゲルド（英: John Peter Altgeld、1847年12月30日 - 1902年3月12日）はアメリカ合衆国の政治家。第20代イリノイ州知事（1893-1897）。所属政党は民主党。

## 経歴
ジョン・ピーター・オルトゲルドは、ナッサウ公国（現ドイツラインラント＝プファルツ州）のヴェスターヴァルトゼルタースで生まれた。生後3ヶ月で両親とともにアメリカに渡り、オハイオ州のマンスフィールドにやってきた。16歳の頃、年齢を偽って南北戦争に参加し、北軍の第164オハイオ歩兵連隊に入隊した。予備部隊だったため、先頭にはあまり参加しなかったが、従軍中に熱を出して死にかけた。その後、父親の農場で働きながら、レキシントンのプライベイトスクールで学び、教員となった。
ミズーリ州で鉄道建設の作業員として働きながら、弁護士を目指していたが、気候と労働が原因で病気になり、アンドリュー郡サバンナで教師と農夫になった。同地の法律事務所で再び法律の勉強を始め、1871年にアンドリュー郡の弁護士資格を取得した。その後、サバンナ市法務官やミズーリ州地方検事を務めた。1875年にシカゴに移って弁護士活動を続けたが、シカゴや地元オハイオ州での不動産取引業で成功を収めた。1891年当時、シカゴで最も高いビルであったユニティ・ビルディングを建設したのはオルトゲルドであった。
1884年にイリノイ州第4選挙区から下院議員選挙に出馬したが、共和党現職のジョージ・E・アダムズに敗れたが、共和党支持者の多い選挙区にしては善戦した。同年、オルトゲルドは『Our Penal Machinery and Its Victims』という刑罰改革に関するエッセイを発表し、投獄が犯罪者を再生産していると批判した。1886年にクック郡高等裁判所の裁判官となった。
1893年にイリノイ州知事選に民主党から立候補し、共和党現職のジョゼフ・ファイファーを破って当選した.。在任中は労働問題や女性問題の解決に努めた。1897年の知事選では共和党のジョン・タナーに敗れた。その後、1899年と1901年にシカゴ市長選挙に出馬するもいずれも落選した。1902年に脳内出血のためイリノイ州ジョリエットで54歳で死去した。